# Challenger de Zhangjiagang 2024
El torneo International Challenger Zhangjiagang 2024 es un torneo de tenis perteneció al ATP Challenger Tour 2024 en la categoría Challenger 75. Se trató de la 5ª edición; el torneo tuvo lugar en la ciudad de Zhangjiagang (China), desde el 26 de agosto hasta el 1 de septiembre de 2024 sobre pista dura al aire libre.

## Jugadores participantes del cuadro de individuales
| Preclasificado | País                     | Jugador           | Rank1 | Posición en el torneo |
| 1              | Bandera de Hong Kong     | Coleman Wong      | 153   | Segunda ronda         |
| 2              | Bandera de Corea del Sur | Hong Seong-chan   | 154   | Semifinales, retiro   |
| 3              | Bandera de China Taipéi  | Hsu Yu-hsiou      | 185   | Primera ronda         |
| 4              | Bandera de Japón         | Yasutaka Uchiyama | 197   | CAMPEÓN               |
| 5              | Bandera de Australia     | Marc Polmans      | 201   | Primera ronda         |
| 6              | Bandera de Kazajistán    | Beibit Zhukayev   | 217   | Segunda ronda         |
| 7              | Bandera de Estonia       | Mark Lajal        | 250   | FINAL                 |
| 8              | Bandera vacío            | Egor Gerasimov    | 256   | Primera ronda         |

- 1 Se ha tomado en cuenta el ranking del 19 de agosto de 2024.

### Otros participantes
Los siguientes jugadores recibieron una invitación (wild card), por lo tanto ingresan directamente al cuadro principal (WC):
- Tang Sheng
- Wu Yibing
- Zhou Yi

Los siguientes jugadores ingresan al cuadro principal tras disputar el cuadro clasificatorio (Q):
- Egor Agafonov
- Norbert Gombos
- Lukáš Pokorný
- Ajeet Rai
- Yusuke Takahashi
- Kris van Wyk

## Campeones

### Individual Masculino
- Yasutaka Uchiyama derrotó en la final a  Mark Lajal por 6–7(4), 6–2, 6–2

### Dobles Masculino
- Kaichi Uchida /  Takeru Yuzuki derrotaron en la final a  Francis Alcantara /  Pruchya Isaro por 6–1, 7–5